# Gin Tuấn Kiệt
Nguyễn Tuấn Kiệt (sinh ngày 6 tháng 9 năm 1994), thường được biết đến với nghệ danh Gin Tuấn Kiệt, là một nam diễn viên kiêm ca sĩ người Việt Nam. Năm 2022, anh đoạt giải "Nam diễn viên truyền hình được yêu thích" tại giải thưởng Ngôi Sao Xanh.

## Tiểu sử
Gin Tuấn Kiệt sinh ngày 6 tháng 9 năm 1994 tại gia đình theo đạo Công giáo ở Thành phố Huế, với tên khai sinh là Nguyễn Tuấn Kiệt. Đến độ tuổi 17–18, anh đã bắt đầu tham gia vào nghệ sĩ khi tham gia ca hát, diễn xuất khi còn là sinh viên tại khoa âm nhạc Cao đẳng Văn hóa Nghệ thuật. Đến năm 2018, sau khi học tập qua một lớp nhạc sĩ, anh đã tham gia chương trình Bài hát hay nhất. Đây được xem là một trong những chương trình đã đưa Gin Tuấn Kiệt đến gần hơn với khán giả.Cũng trong khoảng thời gian này anh đã tham gia vai diễn Đức Mẫn trong bộ phim Gia đình là số 1. Sau khi thành công với bộ phim, anh đã bắt đầu trở nên nổi tiếng trong mắt của công chúng.
Trong năm 2020, anh còn đã cho ra mắt hàng loạt ca khúc như "Không thể yêu ai được nữa", "Yêu một người sau anh", "Yêu anh sẽ tốt mà"...
Ngày 9/11/2023, cho ra mắt EP Thơ để tặng cho vợ của anh là diễn viên Puka bao gồm 3 ca khúc: Em này (Nguyễn Minh Cường), Cục vợ ơi, lấy anh nha (Thắng), Người yêu Thơ (Jin). Trong đó MV Em này là được quay ngoại cảnh có sự tham gia diễn xuất của vợ anh nhằm tặng sinh nhật cô (30/10/2023) trước ngày cưới , Cục vợ ơi, lấy anh nha ' là buổi biểu diễn tại lễ cưới ở Cam Ranh (4/11/2023 và ra mắt ngày 5/11/2023), Người yêu Thơ (Jin) là buổi biểu diễn tại lễ cưới ở TP.HCM (6/11/2023 và ra mắt ngày 7/11/2023).

## Đời tư
Trong một lần chia sẻ với tạp chí điện tử SaoStar, nam nghệ sĩ đã chia sẻ bản thân bị thu hút bởi các cô gái "có cá tính và chững chạc".
Vào ngày 6 tháng 9 năm 2023 - đúng vào dịp sinh nhật tuổi 29, anh chính thức công khai chuyện tình cảm và xác nhận đã cầu hôn nữ diễn viên Puka..
Siêu đám cưới của Gin Tuấn Kiệt và Puka kéo dài từ ngày 1 đến ngày 16 tháng 11 năm 2023, được tổ chức tại nhiều địa điểm (Cam Ranh, Nhà thờ Huyện Sỹ - Thánh lễ hôn phối tại TP.HCM, Đồng Tháp), quy tụ hàng trăm khách mời là nghệ sĩ nổi tiếng, nhận về hàng triệu lượt quan tâm theo dõi và chúc phúc của khán giả cả nước. 
Trước đó, Puka - Gin Tuấn Kiệt cũng nhận được đông đảo sự chú ý khi sắm vai Cô Dâu - Chú Rể, tái hiện lại khung cảnh đám cưới miền Tây Nam Bộ những năm 1980 tại Bến Tre trong chương trình Hành trình rực rỡ. 

## Sản Phẩm

### Truyền hình
| Năm  | Tựa phim                | Vai diễn   | Đạo diễn                         | Kênh   | Nguồn  |
| ---- | ----------------------- | ---------- | -------------------------------- | ------ | ------ |
| 2011 | Tiểu thư đi học         | Kiên       | Nguyễn Quang Minh                | SCTV14 |        |
| 2014 | 14 ngày đấu trí         | Hoàng Nam  | Văn Công Viễn                    | Yan TV |        |
| 2015 | Biệt thự Pensée         | Tùng       | Châu Thổ / Minh Trương           | HTV9   | [ 12 ] |
| 2016 | Nhảy cùng ước mơ        | Minh Quốc  | Quốc Thành                       | HTV9   |        |
| 2024 | Gia đình là số 1        | Đức Mẫn    | Nhật Trung                       | HTV7   |        |
| 2025 | Gia đình số bít         | Hoàng Tú   | Trần Thế Khương                  | HTV7   |        |
| 2025 | Ngôi sao khoai tây      | Hoàng Vũ   | Nhật Trung                       | HTV7   |        |
| 2020 | Ngôi nhà teen ám        | Tuấn Kiệt  | Nguyễn Thu                       | VTV9   |        |
| 2021 | Đứa em thừa kế          | Vinh       | Nguyễn Thu                       | VTV9   |        |
| 2021 | Kiếm chồng cho mẹ chồng | Thanh Tùng | Phạm Tuân                        | HTV7   |        |
| 2022 | Sui gia hay xui gia     | Hoàng Tú   | Nhật Trung                       | HTV7   |        |
| 2023 | Hoa vương               | Trần Mạnh  | Đỗ Phú Hải & Hoàng Trần Minh Đức | HTV2   |        |

### Điện ảnh
| Năm  | Tựa phim                   | Vai diễn | Đạo diễn       | Nguồn  |
| ---- | -------------------------- | -------- | -------------- | ------ |
| 2016 | 4 năm, 2 chàng, 1 tình yêu | Phong    | Luk Vân        |        |
| 2016 | Sút                        | Khoa     | Việt Max       | [ 13 ] |
| 2018 | 100 ngày bên em            | Minh Sơn | Vũ Ngọc Phượng |        |

## Chương trình truyền hình
- Anh trai "Say Hi" (mùa 1)
- Nhanh như chớp
- Thiên đường ẩm thực
- Tuyệt đỉnh giác quan
- Chung sức
- Ngạc nhiên chưa
- Thời tới rồi
- Cao thủ đấu nhạc
- Sàn đấu ca từ
- Sự thật thật sự
- 7 nụ cười xuân
- Lạ lắm à nha
- Chọn ai đây
- Hành trình rực rỡ
- La cà hát ca
- Người Hùng Tí Hon
- Giỏng Ải Giọng Ai
- 100 Triệu 1 Phút
- Đàn Ông Phải Thế
- Siêu Bất Ngờ
- Úm ba la ra chữ gì?
- Cuối Tuần Tuyệt Vời
- Khuôn Mặt Đáng Tin
- Hay Hay Hên
- Chọn Ngay Đi
- Bí Kíp Vàng
- Chiến Binh Tí Hon
- Đoán Đại Đi
- Vừa Đi Vừa Hát
- Ơn Giời Cậu Đây Rồi
- Muốn Ăn Phải Lăn Vào Bếp
- Việt Nam Tươi Đẹp
- Kỳ Tài Thách Đấu
- Ô Hay Gì Thế Này
- Ca Sĩ Bí Ẩn
- Ăn Đi Rồi Kể
- Giọng Ca Bí Ẩn
- Ở Đây Có Tích Cực
- Tôi Tuổi Teen
- Bếp Vui Bùng Vị
- Lại Đây Lai Rai
- Uhmm! Ngon Quá Ngon
- Giác Quan Thứ 6
- Đưa Em Về Nhà
- Người Ấy Là Ai
- Nhà Trọ Destiny
- Hội Ngộ Danh Hài
- A! Đúng Rồi
- Con Tôi Vô Số Tội
- Trí Lực Sánh Đôi
- Góc Bếp Thông Minh
- Chuẩn Cơm Mẹ Nấu
- Sao Hỏa Sao Kim
- Nhanh Như Chớp Nhí
- Hẹn Ngay Đi
- Sàn Đấu Vũ Đạo
- Bậc Thầy Ẩn Danh
- Sing My Song
- Mình Ăn Trưa Nhé 2
- Sao Nhập Ngũ
- Chọn Đâu Cho Đúng
- Quýt Làm Cam Chịu
- Vì bạn xứng đáng mái ấm gia đình Việt

## Sáng tác
- Anh yêu em thật rồi (OST Gia đình là số 1)
- Chuyện chàng Gin cứng (Chế lời cho quảng cáo Fami)
- Dạ khúc nửa vầng trăng (月半小夜曲 của Lý Khắc Cần. Lời Việt: Lý Tùng Anh. Đồng Lời Việt: Gin Tuấn Kiệt)
- Để xem được bao lâu
- Đôi cánh thiên thần (Đồng sáng tác với Lý Tùng Anh)
- Hãy cho con một mái nhà (Đồng sáng tác với Lý Tùng Anh)
- Hoàng hôn (Phai dấu cuộc tình) (黄昏 của Chou Chuan-huing (Châu Truyền Hùng) Lời Việt: Lý Tùng Anh. Đồng Lời Việt: Gin Tuấn Kiệt)
- Không thể chạm được em
- Lâu rồi sao vẫn chưa quên
- Muốn cả thế giới biết anh yêu em (Đồng với viết lời Việt với Lý Tùng Anh bài "Muốn cả thế giới biết anh yêu em" của Lin Huayong)
- Ngần ấy năm tổn thương (Đồng sáng tác với Liêu Hưng) (OST 1990)
- Yêu anh sẽ tốt mà
- Yêu em từ cái nhìn đầu tiên (微微一笑很傾城 của Yang Yang(Vy Vy). Lời Việt: Gin Tuấn Kiệt)
- Có một tình yêu gọi là buông tay(有一种爱叫做放手 của A Mộc. Lời Việt: Gin Tuấn Kiệt)

## MV
- Hãy cho con một mái nhà
- Chuyện chàng Gin cứng (Bống bống bang bang Parody) (Quảng cáo sữa đậu nành Fami Canxi)
- Giấc mơ của anh (OST Ngôi sao khoai tây)
- Đôi cánh thiên thần (tặng ba mẹ mùa Vu Lan)
- Lyrics video: Anh yêu em thật rồi (OST Gia đình là số 1)
- Lyrics video: Không thể chạm được em
- Yêu em từ cái nhìn đầu tiên
- Lâu rồi sao vẫn chưa quên
- Không thể yêu ai được nữa
- Yêu anh sẽ tốt mà
- Yêu một người sau anh - Không thể chạm được em
- Muốn cả thế giới biết anh yêu em
- Hoàng hôn (Phai dấu cuộc tình)
- Dạ khúc nửa vầng trăng
- Cả một đời người, xin mượn một đoạn đường
- Kẻ may mắn (Lucky guy)
- Ngần ấy năm tổn thương
- Lyrics video: Ngần ấy năm tổn thương
- Em này (Sinh nhật Puka)
- Cục vợ ơi, lấy anh nha (Lễ cưới tại Cam Ranh)
- Người yêu Thơ (Lễ cưới tại TP.HCM)
- Mần rể miền Tây (Lễ cưới tại Đồng Tháp)

## Giải thưởng
| Năm  | Giải thưởng   | Hạng mục                                 | Tác phẩm đề cử      | Kết quả   | Nguồn  |
| ---- | ------------- | ---------------------------------------- | ------------------- | --------- | ------ |
| 2022 | Ngôi Sao Xanh | Nam diễn viên truyền hình được yêu thích | Sui gia hay xui gia | Đoạt giải | [ 14 ] |